# 上五庄镇
上五庄镇，是中华人民共和国青海省西宁市湟中区下辖的一个乡镇级行政单位。

## 行政区划
上五庄镇下辖以下地区：
上五庄社区、合尔盖村、北纳村、马场村、友爱村、邦吧村、华科村、纳卜藏村、包勒村、拉斯目村、北庄村、峡口村、甫崖村、拉尔宁一村、拉尔宁二村、拉尔宁三村、黄草沟村、大寺沟一村、大寺沟二村、业宏村、拉目台村和小寺沟村。